# USS Dahlgren (DD-187)
Za druga plovila z istim imenom glejte USS Dahlgren.
USS Dahlgren (DD-187) je bil rušilec razreda Clemson v sestavi Vojne mornarice Združenih držav Amerike.
Rušilec je bil poimenovan po admiralu Johnu A. Dahlgrenu (1809-1870).

## Zgodovina
USS Dahlgren (DD-187) je sodelovala na atlantskem bojišču druge svetovne vojne.

## Glejtudi
- vojaška plovila
- seznam rušilcev
- seznam plovil druge svetovne vojne